# Меріс Пейн
Меріс Енн Пейн (англ. Marise Ann Payne; нар. 29 липня 1964 Сідней) — австралійський юрист і політична діячка, член Ліберальної партії, Міністр закордонних справ Австралії з 28 серпня 2018 до 23 травня 2022 року.

## Життєпис
Закінчила Університет Нового Південного Уельсу, отримавши ступень бакалавра мистецтв і бакалавра права. У 1982 році вступила в Ліберальну партію, стала першою жінкою, яка очолила молодіжну організацію Національний рух молодих лібералів, протягом десяти років працювала у відділенні Ліберальної партії штату Новий Південний Уельс.
У 1997 році була призначена сенатором Австралії від свого рідного штату після відставки Боба Вудса, пізніше переобиралася в 2001, 2007 і 2013 роках. У 2013-15 рр. — Міністр соціальних служб Австралії.
У березні 2014 року оголосила про припинення роботи офісів державного агентства страхової медицини Medicare Australia по суботах, оскільки в ці дні спостерігається зниження відвідуваності на 60 %.
21 вересня 2015 року набула посаду міністра оборони в уряді Малкольма Тернбулла, ставши першою жінкою на цій посаді в історії Австралії і зіткнувшись з необхідністю австралійських військ на Близькому Сході.
У 2017 році Пейн зіткнулася зі звинуваченнями в неетичній поведінці у зв'язку з тим, що вона є співвласницею скакового коня Таракона. У числі інших 11 пайовиків виявився Метт Хінгерті (Matt Hingerty), керуючий директор лобістської фірми Бартона Дікина (Barton Deakin), серед клієнтів якої є відомі виробники озброєнь — американська Lockheed Martin Overseas Group і італійська Fincantieri SpA, які здійснюють поставки в Австралію. У числі інших співвласників скакуна фігурують рідні і близькі міністра туризму штату Новий Південний Уельс Стюарта Ейрса, з яким Пейн довгий час знаходиться у близьких відносинах. Сама вона заперечує наявність конфлікту інтересів.
У травні 2018 року висловила рішучу незгоду з думкою австралійського міністра торгівлі Стівена Чобо. Який заявив в інтерв'ю, відповідаючи на питання в контексті територіальних суперечок в Південно-Китайському морі, чи має Китай право садити там свої бомбардувальники: «Це повинен вирішити Китай. З тим же успіхом ви могли б мене запитати, чи справді Росія що-небудь зробити з одним зі своїх підводних човнів. Я не маю наміру вирушати в коментарі, читаючи лекції іншим країнам, що їм можна робити, а що — не можна». Пейн в свою чергу різко висловилася проти мілітаризації згаданого регіону і зажадала активізації австралійської політики в цьому напрямку.
28 серпня 2018 року одержала портфель міністра закордонних справ в уряді Скотта Моррісона після відставки Джулі Бішоп. Обіймала посаду до 23 травня 2022 року.